# Comté de Tipperary-Nord
Le comté de Tipperary-Nord (en irlandais Tiobraid Árann Thuaidh) est un ancien comté de la république d’Irlande situé dans la province du Munster. Il comprend 48 % du territoire du comté de Tipperary.
Sa superficie est de 2 046 km2 pour 66 023 habitants. Le Comté a été créé dans les mêmes circonstances que son voisin du Tipperary-Sud. Ces deux derniers furent réunifiés en 2014.

## Principales villes du comté
La ville principale est Nenagh.
Les autres villes importantes sont Borrisokane, Newport, Templemore, Thurles et Roscrea.